# UBLCP1
UBLCP1 (англ. Ubiquitin like domain containing CTD phosphatase 1) – білок, який кодується однойменним геном, розташованим у людей на 5-й хромосомі. Довжина поліпептидного ланцюга білка становить 318 амінокислот, а молекулярна маса — 36 805.
| 10         |  | 20         |  | 30         |  | 40         |  | 50         |
| ---------- |  | ---------- |  | ---------- |  | ---------- |  | ---------- |
| MALPIIVKWG |  | GQEYSVTTLS |  | EDDTVLDLKQ |  | FLKTLTGVLP |  | ERQKLLGLKV |
| KGKPAENDVK |  | LGALKLKPNT |  | KIMMMGTREE |  | SLEDVLGPPP |  | DNDDVVNDFD |
| IEDEVVEVEN |  | REENLLKISR |  | RVKEYKVEIL |  | NPPREGKKLL |  | VLDVDYTLFD |
| HRSCAETGVE |  | LMRPYLHEFL |  | TSAYEDYDIV |  | IWSATNMKWI |  | EAKMKELGVS |
| TNANYKITFM |  | LDSAAMITVH |  | TPRRGLIDVK |  | PLGVIWGKFS |  | EFYSKKNTIM |
| FDDIGRNFLM |  | NPQNGLKIRP |  | FMKAHLNRDK |  | DKELLKLTQY |  | LKEIAKLDDF |
| LDLNHKYWER |  | YLSKKQGQ   |  |            |  |            |  |            |

A: Аланін

C: Цистеїн

D: Аспарагінова кислота

E: Глутамінова кислота

F: Фенілаланін

G: Гліцин

H: Гістидин

I: Ізолейцин

K: Лізин

L: Лейцин

M: Метіонін

N: Аспарагін

P: Пролін

Q: Глутамін

R: Аргінін

S: Серин

T: Треонін

V: Валін

W: Триптофан

Кодований геном білок за функціями належить до гідролаз, протеїн-фосфатаз. 
Задіяний у такому біологічному процесі, як ацетилювання. 
Локалізований у ядрі.